# Liste der naturräumlichen Einheiten in Mecklenburg-Vorpommern
Diese Liste enthält die Einheiten der im Landschaftsprogramm Mecklenburg-Vorpommerns (letzte Fortschreibung 2003) verwendeten naturräumlichen Gliederung. Es werden vier hierarchische Ebenen unterschieden:
- Landschaftszone
  - Großlandschaft
    - Landschaftseinheit
      - Naturraum

Die Gliederungen wurden für den marinen Bereich und für den terrestrischen/limnischen Bereich getrennt erarbeitet und erst anschließend zusammengeführt. 
Im terrestrischen/limnischen Bereich wurden für Einheiten der Ebene „Naturraum“ keine individuellen Eigennamen geprägt. Sie werden durch einen Zifferncode (Schema: xxx-xx) identifiziert, dessen erste drei Stellen der Codenummer der übergeordneten Landschaftseinheit entsprechen. 

## Marine Naturräume

### 0aBeltsee
- 0a0 Innere Seegewässer der Mecklenburger Bucht
  - 0a00 Wismarbucht und Salzhaff
    - 0a00/01 Einstromrinne salzreichen und zeitweise sauerstoffarmen Tiefenwassers aus der Mecklenburger Bucht
    - 0a00/02 Restsedimente auf Geschiebemergel von Lieps und Hannibal
    - 0a00/03 Wohlenberger Wiek
    - 0a00/04 Zentrale Wismarbucht mit vorwiegend organischen Ablagerungen
    - 0a00/05 Kirchsee
    - 0a00/06 Ufernahes Flachwassergebiet der westlichen Wismarbucht
    - 0a00/07 Randlicher Flachwasserbereich der östlichen Wismarbucht
    - 0a00/08 Restsedimente auf Geschiebemergel vor der Insel Poel
    - 0a00/09 Tiefenwasserbereich vor Poel und Wustrow
    - 0a00/10 Breitling und Zaufe
    - 0a00/11 Südwestliches Becken des Salzhaffs mit Fahrwasser
    - 0a00/12 Flachwasserbereich des Salzhaffs

  - 0a01 Unterwarnowgebiet
    - 0a01/01 Breitling und Warnowmündung
    - 0a01/02 Unterwarnow
- 0a1 Flachwasserzone (< 20 m) der äußeren Seegewässer der Mecklenburger Bucht
  - 0a10 "euphotische Zone" der äußeren Seegewässer der Mecklenburger Bucht
    - 0a10/01 Fein- und Grobsandbereiche nordöstlich der Pötenitzer Wiek
    - 0a10/02 Restsedimente auf Geschiebemergel nordwestlich Boltenhagen
    - 0a10/03 Feinsandbereich nördlich der Wismarbucht
    - 0a10/04 Feinsandgebiete nordöstlich der Insel Poel bis Höhe Kühlungsborn
    - 0a10/05 Restsedimente auf Geschiebemergel nordöstlich Kühlungsborn bis Höhe Warnemünde
    - 0a10/06 Feinsandgebiet vor Markgrafenheide
    - 0a10/07 Restsedimente auf Geschiebemergel nördlich Markgrafenheide bis Höhe Graal-Müritz
    - 0a10/08 Grob-, Fein- und Mittelsandbereiche nordöstlich Graal-Müritz bis Höhe Wustrow
    - 0a10/09 Restsedimente auf Geschiebemergel der südlichen Darßer Schwelle vor Wustrow - Ahrenshoop

  - 0a11 "Schwachlicht-Zone" im Flachwasserbereich der äußeren Seegewässer der Mecklenburger Bucht
    - 0a11/01 Feinsand- und Schlickgebiet mit Arctica/Astarte - Zönose von der Lübecker Bucht bis Höhe Boltenhagen
    - 0a11/02 Grobsandgebiet nördlich Elmenhorst
    - 0a11/03 Fein- und Mittelsandgebiete nördlich der Wismarbucht
    - 0a11/04 Feinsand- und Schlickgebiet mit Arctica/Astarte - Zönose nördlich Kühlungsborn
    - 0a11/05 Grob-, Fein- und Mittelsandbereiche nordöstlich des Lieps bis zur Darßer Schwelle mit Mya arenaria - Zönosen
    - 0a11/06 Restsedimente auf Geschiebemergel der nördlichen Darßer Schwelle vor Wustrow - Ahrenshoop
- 0a2 Lichtarme Tiefenzone (> 20 m) der äußeren Seegewässer der Mecklenburger Bucht
  - 0a20 Bereiche mit ausreichender Sauerstoffversorgung im Tiefenwasser der Mecklenburger Bucht
    - 0a20/01 Kadetrinne mit Arctica/Astarte - Zönose

  - 0a21 Bereiche mit temporärem Sauerstoffmangel im Tiefenwasser der Mecklenburger Bucht
    - 0a21/01 Schlickbereiche der Mecklenburger Bucht mit variablen Wiederbesiedlungszönosen

### 0bArkonasee
- 0b0 Innere Seegewässer der Arkonasee
  - 0b00 Darß-Zingster Boddenkette
    - 0b00/01 Ribnitzer See und zentraler Saaler Bodden mit organischen Ablagerungen
    - 0b00/02 Sandiger Randbereich des Saaler Boddens
    - 0b00/03 Koppelstrom
    - 0b00/04 Bodstedter Bodden
    - 0b00/05 Fitt
    - 0b00/06 Zingster Strom
    - 0b00/07 Barther Strom
    - 0b00/08 Barther Bodden
    - 0b00/09 Sandiger Randbereich des Grabow
    - 0b00/10 Zentraler Grabow mit organischen Ablagerungen
    - 0b00/11 Aue bis Pramort
    - 0b00/12 Fahrwasser am Bock

  - 0b01 Bodden zwischen Hiddensee und Rügen
    - 0b01/01 Rinne des Vitter Boddens
    - 0b01/02 Flachwasserbereich des Vitter Boddens
    - 0b01/03 Sandiger Randbereich des Schaproder Boddens
    - 0b01/04 Zentraler Schaproder Bodden mit organischen Ablagerungen
    - 0b01/05 Flachwassergebiet am Geller Haken und Vierendehlgrund ("Windwatt")
    - 0b01/06 Udarser Wiek
    - 0b01/07 Koselower See
    - 0b01/08 Wittenberger Strom
    - 0b01/09 Die Breite
    - 0b01/10 Kubitzer Bodden
    - 0b01/11 Sandiger Bereich westlich des Kubitzer Boddens
    - 0b01/12 Prohner Wiek
    - 0b01/13 Tiefenwassergebiet der "Strelasundmündung" mit organogenen Ablagerungen

  - 0b02 Binnenbodden von Rügen
    - 0b02/01 Flachwassergebiet des Rassower Stromes und Wieker Boddens
    - 0b02/02 Tiefenwassergebiet des Rassower Stromes und Wieker Boddens
    - 0b02/03 Breetzer Bodden
    - 0b02/04 Neuendorfer Wiek
    - 0b02/05 Flachwassergebiet des Breeger Boddens
    - 0b02/06 Tiefenwassergebiet des Breeger Boddens
    - 0b02/07 Lebbiner Bodden
    - 0b02/08 Tetzitzer See
    - 0b02/09 Flachwassergebiet des Großen Jasmunder Boddens
    - 0b02/10 Tiefenwassergebiet des Großen Jasmunder Boddens
    - 0b02/11 Kleiner Jasmunder Bodden

  - 0b03 Strelasund
    - 0b03/01 Sandiger Flachwasserbereich des nördlichen Strelasundes
    - 0b03/02 Tiefenwasserbereich mit organogenen Ablagerungen des nördlichen Strelasundes
    - 0b03/03 Wamper Wiek
    - 0b03/04 Gustower Wiek
    - 0b03/05 Sandiger Flachwasserbereich des mittleren und südlichen Strelasundes
    - 0b03/06 Tiefenwasserbereich mit organogenen Ablagerungen des mittleren und südlichen Strelasundes
    - 0b03/07 Deviner See
    - 0b03/08 Glewitzer und Puddeminer Wiek

  - 0b04 Greifswalder Bodden
    - 0b04/01 Sandiger Flachwasserbereich vor Riems und Koos
    - 0b04/02 Sandiger Flachwasserbereich vor Zudar
    - 0b04/03 Gristower Wiek und Kooser Bucht
    - 0b04/04 Kooser See
    - 0b04/05 Sandiges Flachwassergebiet um das Wamper Riff
    - 0b04/06 Dänische Wiek
    - 0b04/07 Sandiger Flachwasserbereich vor Lubmin
    - 0b04/08 Zentraler Greifswalder Bodden mit vorwiegend organischen Ablagerungen
    - 0b04/09 Boddenschwelle mit Stubber
    - 0b04/10 Schoritzer Wiek
    - 0b04/11 Flachwasserbereich des Rügischen Boddens
    - 0b04/12 Having und Selliner See
    - 0b04/13 Hagensche Wiek
    - 0b04/14 Zicker See
    - 0b04/15 Boddenrandschwelle im Gebiet des Greifswalder Boddens
    - 0b04/16 Flachwassergebiet des Freesendorfer Hakens, des Knaakrückens und des Peenemünder Hakens ("Windwatt")

  - 0b05 Peenestrom und Achterwasser
    - 0b05/01 Spandowerhagener Wiek
    - 0b05/02 Nördlicher Peenestrom
    - 0b05/03 Zentrales Gebiet der Krumminer Wiek mit organischen Ablagerungen
    - 0b05/04 Sandiger Randbereich der Krumminer Wiek
    - 0b05/05 Zentraler Bereich des Achterwassers mit organischen Ablagerungen
    - 0b05/06 Sandiger Randbereich des Achterwassers
    - 0b05/07 Krienker See
    - 0b05/08 Balmer und Nepperminer See
    - 0b05/09 Tiefenbereich des mittleren und nördlichen Peenestroms mit organischen Ablagerungen
    - 0b05/10 Sandiger Flachwasserbereich des mittleren und südlichen Peenestroms
    - 0b05/11 Der Strom

  - 0b06 Kleines Haff als Teil des Stettiner Haffs (Oderhaff)
    - 0b06/01 Zentraler Bereich des Kleinen Haffs mit organischen Ablagerungen
    - 0b06/02 Sandiger Randbereich des Kleinen Haffs
    - 0b06/03 Usedomer See
    - 0b06/04 Neuwarper See
- 0b1 Flachwasserzone (< 20 m) der äußeren Seegewässer der Arkonasee
  - 0b10 "euphotische Zone" der äußeren Seegewässer der Arkonasee
    - 0b10/01 Mittel- und Feinsandgebiete östlich der Darßer Schwelle bis Hiddensee
    - 0b10/02 Windwattbereich nördlich der Inseln Werder und Bock
    - 0b10/03 Restsedimente auf Geschiebemergel nördlich der Halbinsel Darß / Zingst ("Plantagenetgrund")
    - 0b10/04 Restsedimente auf Geschiebemergel nördlich des Dornbusch (Hiddensee) und nördlich Wittow bis Kap Arkona
    - 0b10/05 Feinsandbereich des Libben zwischen Hiddensee und dem Bug
    - 0b10/06 Gebiet nördlich Wittow mit Laminaria-Beständen
    - 0b10/07 Fein- und Mittelsandgebiete der Tromper Wiek bis Höhe Lohme
    - 0b10/08 Restsedimente auf Geschiebemergel in der Tromper Wiek, Höhe Altenkirchen / Breege
    - 0b10/09 Laminaria-Bestände der Tromper Wiek
    - 0b10/10 Abrasionsgebiet vor Jasmund mit anstehenden Hartsubstraten und Laminaria - Besiedlung bis ca. 17 m Tiefe
    - 0b10/11 Feinsandgebiete der Prorer Wiek südlich Saßnitz bis Höhe Granitzer Ort
    - 0b10/12 Restsedimente auf Geschiebemergel östlich Sellin
    - 0b10/13 Fein- und Mittelsandgebiete östlich des Greifswalder Boddens und der Insel Usedom
    - 0b10/14 Restsedimente auf Geschiebemergel nordöstlich Thiessow
    - 0b10/15 Restsedimente auf Geschiebemergel im Außenbereich der Boddenrandschwelle einschließlich Greifswalder Oie

  - 0b11 "Schwachlicht-Zone" im Flachwasserbereich der äußeren Seegewässer der Arkonasee
    - 0b11/01 Mittel- und Feinsandgebiete östlich der Darßer Schwelle bis Höhe Dranske
    - 0b11/02 Feinsandgebiete nördlich der Halbinsel Wittow bis Höhe Stubbenkammer
    - 0b11/03 Fein- und Mittelsandbereiche vor Saßnitz bis zur Prorer Wiek, Höhe Sellin
    - 0b11/04 Schlickzone der Prorer Wiek bis Höhe Sellin
    - 0b11/05 Fein- und Mittelsandgebiete der Oderbank
- 0b2 Lichtarme Tiefenzone (> 20 m) der äußeren Seegewässer der Arkonasee
  - 0b20 Bereiche mit ausreichender Sauerstoffversorgung im Tiefenwasser der Arkonasee
    - 0b20/01 Sandgebiete nordwestlich der Insel Rügen bis maximal 40 m Tiefe
    - 0b20/02 Sandgebiete nordöstlich der Saßnitzrinne
    - 0b20/03 Tiefenrinne östlich Göhren ("Nordperdrinne") mit Macoma baltica - Zönose

  - 0b21 Bereiche mit temporärem Sauerstoffmangel im Tiefenwasser der Arkonasee
    - 0b21/01 Beckenstruktur mit Schlickbereichen nordöstlich der Insel Rügen ("Arkonabecken")
    - 0b21/02 Schlickrinne östlich von Saßnitz ("Saßnitzrinne")

## Terrestrische Naturräume

### 1. Ostseeküstenland
- 10 Nordwestliches Hügelland
  - 100 Dassower Becken
  - 101 Klützer Winkel
  - 102 Wismarer Land mit Insel Poel
  - 103 Neubukower Becken mit Halbinsel Wustrow
  - 104 Kühlung
- 11 Unterwarnowgebiet
  - 110 Häger Ort
  - 111 Toitenwinkel
  - 112 Rostock-Gelbensander Heide
- 12 Nördliches Insel- und Boddenland
  - 120 Fischland-Darß-Zingst und südliches Boddenkettenland
  - 121 Westrügensches Boddenland mit Hiddensee und Ummanz
  - 122 Nord- und ostrügensches Hügel- und Boddenland
  - 123 Südliches Greifswalder Boddenland
- 13 Usedomer Hügel- und Boddenland
  - 130 Insel Usedom
  - 131 Peenestromland
  - 132 Achterland
  - 133 Land am Kleinen Haff

### 2. Vorpommersches Flachland
- 20 Vorpommersche Lehmplatten
  - 200 Lehmplatten nördlich der Peene
  - 201 Lehmplatten südlich der Peene
  - 202 Grenztal und Peenetal
- 21 Flach- und Hügelland von Inner-Rügen und Halbinsel Zudar
  - 210 Flach- und Hügelland von Inner-Rügen und Halbinsel Zudar
- 22 Vorpommersche Heide- und Moorlandschaft
  - 220 Friedländer Große Wiese
  - 221 Ueckermünder Heide

### 3. Rückland der Mecklenburgischen Seenplatte
Das Rückland der Mecklenburgischen Seenplatte ist geprägt von zahlreichen Seen.
- 30 Warnow-Recknitz-Gebiet
  - 300 Flach- und Hügelland um Warnow- und Recknitz
  - 301 Warnow- und Recknitztal mit Güstrower und Bützower Becken
- 31 Oberes Peenegebiet
  - 310 Kuppiges Peenegebiet mit Mecklenburger Schweiz
  - 311 Teterower und Malchiner Becken
- 32 Oberes Tollensegebiet
  - 320 Kuppiges Tollensegebiet mit Werder
  - 321 Tollensebecken mit Tollense- und Datzetal
  - 322 Woldegk-Feldberger-Hügelland
- 33 Uckermärkisches Hügelland
  - 330 Kuppiges Uckermärkisches Lehmgebiet
  - 331 Ueckertal
  - 332 Randowtal

### 4. Höhenrücken undMecklenburgische Seenplatte
- 40 Westmecklenburgische Seenlandschaft
  - 400 Schaalseebecken
  - 401 Westliches Hügelland mit Stepenitz und Radegast
  - 402 Schweriner Seengebiet
  - 403 Sternberger Seengebiet
- 41 Mecklenburger Großseenlandschaft
  - 410 Oberes Warnow-Elde-Gebiet
  - 411 Krakower Seen- und Sandergebiet
  - 412 Großseenland mit Müritz-, Kölpin- und Fleesensee
- 42 Neustrelitzer Kleinseenland
  - 420 Neustrelitzer Kleinseenland

### 5. Vorland der Mecklenburgischen Seenplatte
- 50 Südwestliches Altmoränen- und Sandergebiet
  - 500 Südwestliches Altmoränen- und Sandergebiet
- 51 Südwestliche Niederungen
  - 510 Südwestliche Talsandniederungen mit Elde, Sude und Rögnitz
  - 511 Lewitz
- 52 Mittleres Eldegebiet mit westlicher Prignitz
  - 520 Westliche Prignitz
  - 521 Ruhner Berge und Sonnenberg
  - 522 Parchim-Meyenburger Sand- und Lehmflächen

### 6 Elbetal
- 60 Mecklenburgisches Elbetal
  - 600 Mecklenburgisches Elbetal